# ویکتور کیلیان
ویکتور آرتور کیلیان (انگلیسی: Victor Arthur Kilian؛ ۶ مارس ۱۸۹۱ – ۱۱ مارس ۱۹۷۹) یک هنرپیشه اهل ایالات متحده آمریکا بود.

## گزیده فیلم شناسی
از فیلم‌ها یا برنامه‌های تلویزیونی که وی در آن نقش داشته‌است می‌توان به آثار زیر اشاره کرد.
- اراذل و اوباش (۱۹۳۶)
- سیر در عرش (فیلم ۱۹۳۷) (۱۹۳۷)
- ماجراهای تام سایر (فیلم ۱۹۳۸) (۱۹۳۸)
- فرار از زندان (فیلم ۱۹۳۸) (۱۹۳۸)
- شهرک پسرها (فیلم) (۱۹۳۸)
- ماجراهای هاکلبری فین (فیلم ۱۹۳۹) (۱۹۳۹)
- باج‌گیری (۱۹۳۹)
- ویرجینیا سیتی (فیلم) (۱۹۴۰)
- دکتر سایکلاپس (۱۹۴۰) (۱۹۴۰)
- همه اینها به اضافه بهشت (۱۹۴۰)
- علامت زورو (فیلم ۱۹۴۰) (۱۹۴۰)
- وسترن یونیون (فیلم) (۱۹۴۱)
- خون و شن (فیلم ۱۹۴۱) (۱۹۴۱)
- گروهبان یورک (فیلم) (۱۹۴۱)
- باد وحشی را درو کن (۱۹۴۲)
- حادثه اوکس‌بو (۱۹۴۲)
- دیلینگر (۱۹۴۵)
- طلسم‌شده (۱۹۴۵)
- دوئل زیر آفتاب (۱۹۴۶)
- قرارداد شرافتمندانه (۱۹۴۷)